# منتخب النمسا تحت 20 سنة لكرة القدم
منتخب النمسا تحت 20 سنة لكرة القدم (بالألمانية: Österreichische Fußballnationalmannschaft)‏ هو ممثل النمسا الرسمي في المنافسات الدولية في كرة القدم في فئة كرة قدم تحت 20 سنة للرجال
.